# Сан Аполинаре ин Класе
Базилика Сан Аполинаре ин Класе (итал. Basilica di Sant'Apollinare in Classe) је црква у насељу Класе, на око 5 километара од Равене. Цркву је освештао 9. маја 549. бискуп Максимијан и посветио Светом Аполинарију, првом бискупу Равене и Класе. То је важан споменик ране византијске уметности. Године 1996, заједно са седам других споменика у околини, уписана је на листу Светске баштине Унескоа под именом „Рани хришћански споменици и мозаици у Равени”.  

## Опис цркве и њених мозаика
Црква је тробродна, што је стандардно за базилике. Олтар у центру грађевине обележава место мученичке смрти светитеља. На крају цркве је полигонална апсида, која са страна има још две капеле са апсидама. 
У броду цркве се налазе 24 стуба од италијанског мермера. Бочни зидови су голи, али су вероватно у прошлости били покривени мозаицима. Верује се да су их уништили Венецијанци 1449. Мозаици у апсиди и на тријумфалном луку су остали неоштећени. 
На горњем делу тријумфалног лука представљен је Христ у медаљону. Са страна, у мору облака, су симболи четири јеванђелиста. На доњем делу су представљени су зидови грађевине из које излазе 12 јагањаца (симболи 12 апостола). Две палме са стране представљају библијску правду.  
Декорација апсиде потиче из 6. века и састоји се из две секције. На горњој, велики диск обухвата звездано небо у коме је крст од драгуља и лице Христа. Изнад крста се из облака појављује божанска рука. Са стране диска су фигуре пророка Илије и Мојсија. Три јагњета испод симболизују Светог Петра, Јакова и Јована, што асоцира на Христово преображење на планини Тавор. 
У доњој секцији представљена је планина са стенама, грмовима, биљем и птицама. У средини је фигура Светог Аполинарија, који се моли богу за милост својим верницима. Њих представља дванаест белих јагањаца. 
Избор тематике наглашава божанску и људску природу Христа, што је везано за борбу против поборника аријанства, по којима Христ нема божанску природу. 